# Spittal an der Drau
Spittal an der Drau osztrák város Karintia tartományban, a Spittal an der Drau-i járás székhelye. Lakossága 2016 januárjában 15 505 fő volt.

## Elhelyezkedése

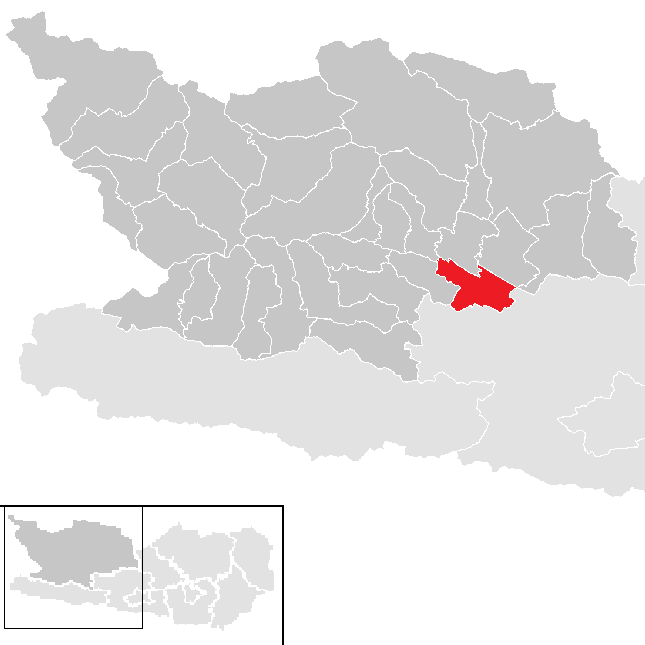
Spittal an der Drau a Spittali járásban

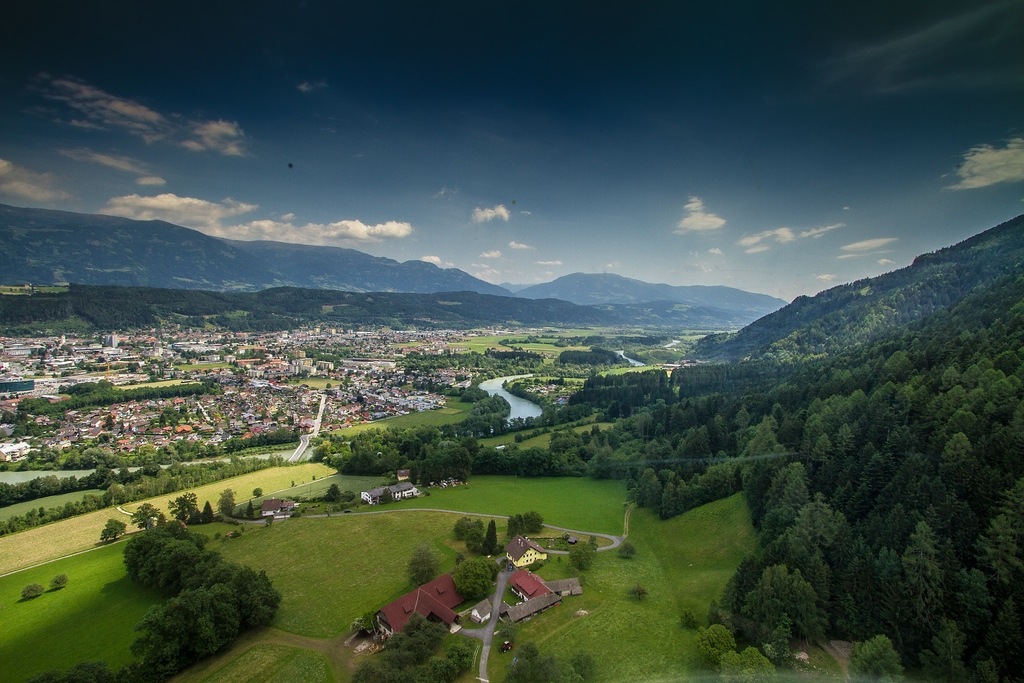
Spittal madártávlatból

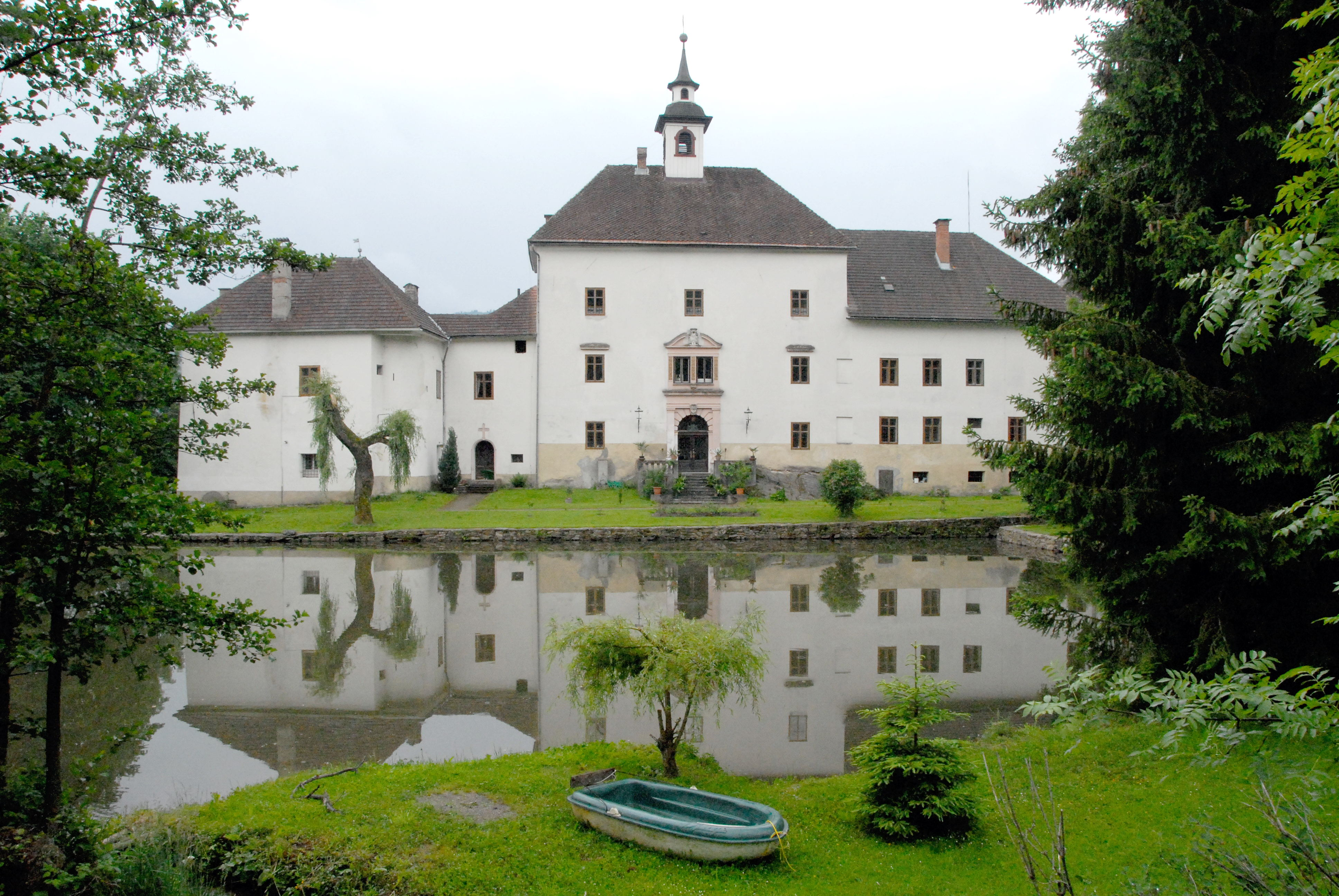
A Rothenturn-kastély

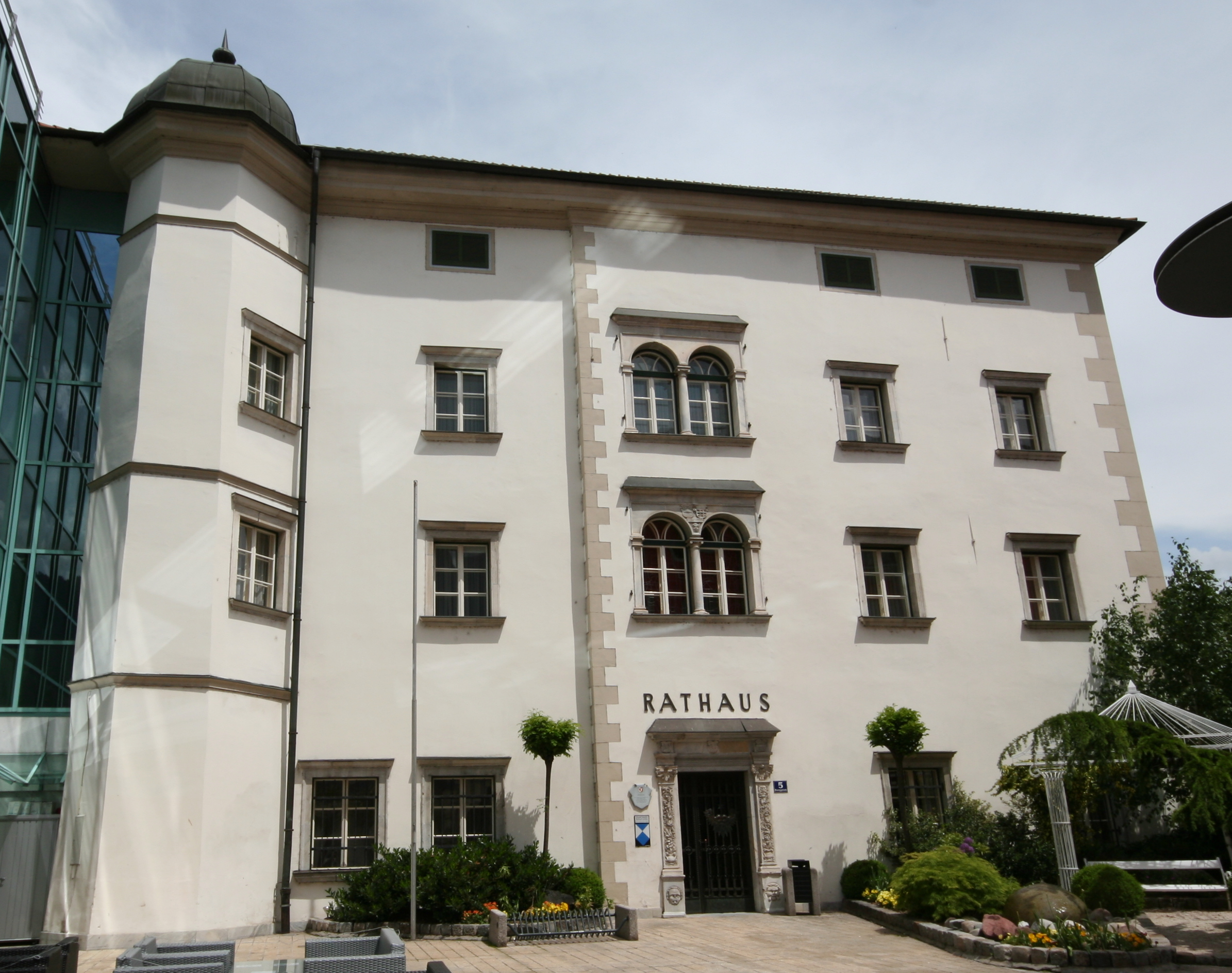
A városháza

Spittal an der Drau a Dráva völgyében fekszik, de neve ellenére (Drau = Dráva) csak annak egy kis mellékfolyója, a Lieser folyik át rajta észak-déli irányban. A várostól délnyugatra helyezkedik el a Geiltali-Alpok 2142 m magas csúcsa, a Goldeck. Hozzá tartozik a Millstatti-tó (Millstätter See) déli partja is. Az önkormányzathoz 27 kisebb-nagyobb település tartozik: Aich (61 fő), Aichforst (147), Baldersdorf (99), Brodbrenten (30), Burgbichl (12), Edling (76), Großegg (59), Kleinegg (27), Kleinsaß (12), Krieselsdorf (36), Molzbichl (218), Neuolsach (175), Nußdorf (56), Oberamlach (184), Oberdorf (20), Oberzmöln (4), Olsach (205), Rothenthurn (389), Sankt Peter (186), Sankt Sigmund (19), Schwarzenbach (86), Spittal an der Drau (13 029), Tangern (23), Unteramlach (263), Unterzmöln (2), Winkl (54) és Zgurn (83).
Északról Seeboden am Millstätter See, északkeletről Millstatt am See, keletről Ferndorf, délről Stockenboi, nyugatról Baldramsdorf, északkeletről Lendorf településekkel határos. 

## Története
1191-ben II. Otto von Ortenburg gróf és fivére Hermann von Ortenburg archdiakónus a mai plébániatemplom helyén egy kápolnát és egy kórházat alapított. A város az utóbbiról (Spittl) kapta a nevét. A kórház a Katschberg-hágón áthaladó zarándokokat látta el. A köré települt lakosokat az Ortenburgok által emelt torony védte, amely feltehetően a mai kastély helyén állt.
Spittal 1242-ben vásárjogot kapott. 1324-ben a földbirtokos székhelyeként említik. 1403-ban engedélyt kapott, hogy hetivásárt és évente négyszer többnapos vásárt tarthasson.Az Ortenburgok 1418-as kihalása után Cillei Hermann szerezte meg a várost. A Cilleiek 1456-ban szintén kihaltak, amikor II. Ulrikot Hunyadi László megölette; Spittal pedig a Habsburg-házhoz tartozó III. Frigyes császárra (egyúttal Karintia hercegére) szállt. A császár engedélyezte, hogy saját maguk válasszák a tanácstagjaikat és a bírójukat. 1478-ban a várost a betörő törökök dúlták fel, amit Mátyás magyar király megszállása, egy parasztfelkelés és 1522-ben egy - szinte teljes pusztulást okozó - tűzvész követett. A kórházat a folyó keleti partján építették újjá, ma a Karintiai Műszaki Főiskola (Fachhochschule Kärnten) használja.
1524-ben Gabriel von Salamanca, I. Ferdinánd spanyol származású kegyence kapta meg a várost. 1533-ban ő építtette a Porcia-kastélyt (Schloss Porcia). Az olasz palazzók stílusában készült Porcia Ausztria egyik legjelentősebb reneszánsz várkastélya. 1600 körül a többségében protestáns lakosságot Johann von Ortenburg (von Salamanca utódja) száműzetéssel és vagyonelkobzással fenyegetve visszakényszerítette a katolikus egyházba.
1662-ben a francia származású Porcia hercegei lettek a város birtokosaivá. A 18. században a vasipar és a hozzá kapcsolódó kereskedelem miatt fellendült a város gazdasága. A virágzás 1797-ig tartott, amikor Napoléon Bonaparte tábornok seregei felégették Spittalt. 1809-ben a schönbrunni békét követően Felső-Karintia és Kelet-Tirol a Francia Császárság Illír Tartományaihoz került. Napóleon bukása után (1815-ben) Spittal visszatért a Habsburg Birodalomhoz. 1829-ben nagy tűzvész pusztított a településen. 

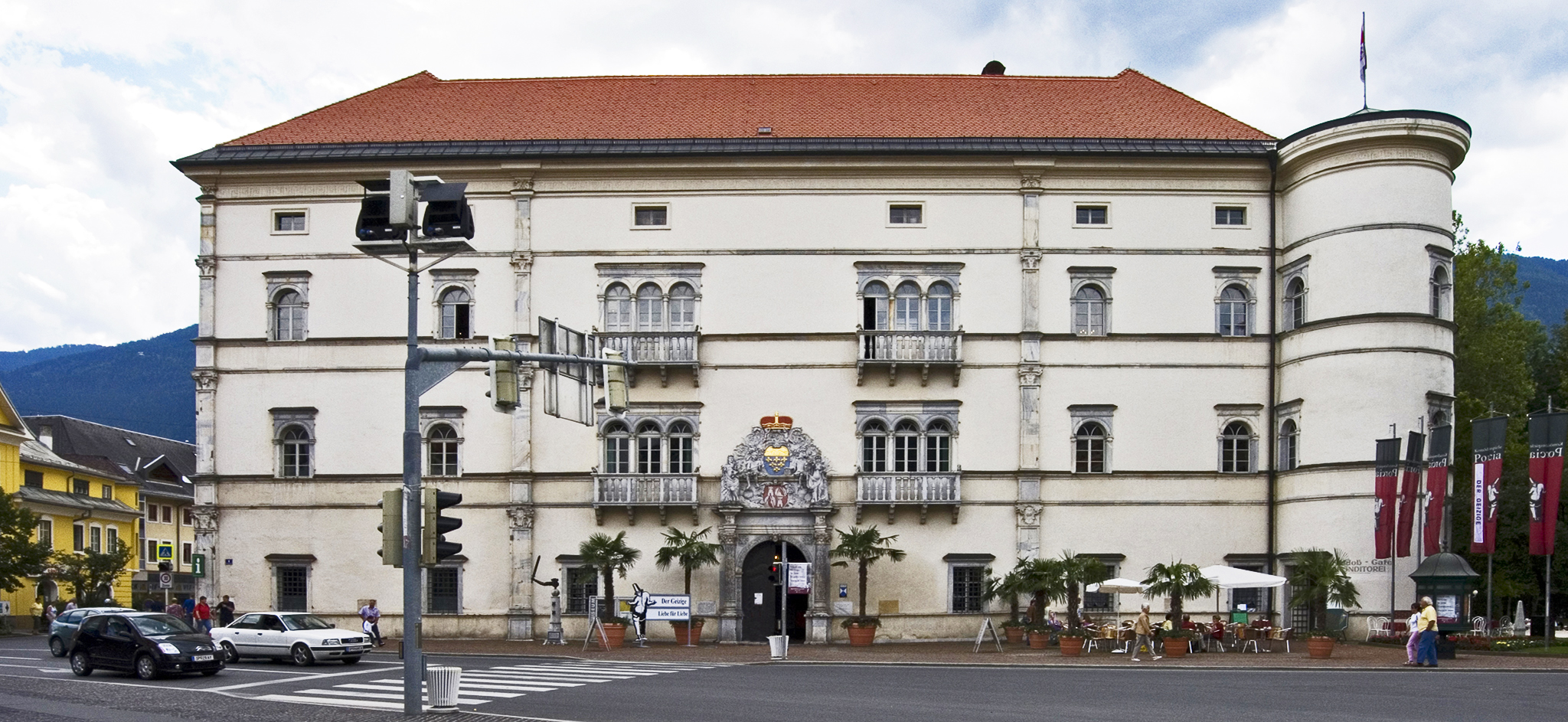
Porcia-kastély

Az 1849/50-es önkormányzati reform során Spittalhoz csatolták a szomszédos Baldramsdorf, Molzbichl, Edling, Lendorf, Lieserhofen és Amlach községeket, de 1886/87-ben visszaállították az eredeti állapotot. A későbbi reformok során St. Peter-Edling (1964-ben) és Molzbichl (1973-ban) mégis a spittali önkormányzat része lett.
A vasút 1871-ben érte el a várost. Az első világháború után a Jugoszláviával folytatott háború során a karintiai tartományi kormányzat Klagenfurtból a Porcia-kastélyba tette át székhelyét. A konfliktust 1920-ban népszavazás zárta le, melynek eredményeként Dél-Karintia Ausztria része maradt. Ennek az eseménynek tízéves évfordulóján, 1930-ban Spittal városi státuszt kapott.
A második világháborúban Spittalban hadifoglyok munkatábora működött (Karintiában rajta kívül Wolfsbergben és a Loibl-hágónál volt hasonló. Két orosz temető emlékeztet erre az időszakra. A vasútállomást 1944-ben a szövetségesek lebombázták. A háború után Spittal a brit megszállási zónába tartozott.

## Lakosság
2016 januárjában a városban 15 505 fő élt. 1951 óta a lakosok száma másfélszeresére nőtt, a csúcspontot 2001-ben érte el 16 045 fővel, azóta stagnál, illetve enyhén csökken. 2001-ben az itt lakók 88,7%-a volt osztrák, 4,7%-a bosnyák, 2,7%-a pedig horvát állampolgár. 67,9%-uk a katolikus, 15,3% az evangélikus, 3,4% a muzulmán, 2,8% az ortodox keresztény vallást követte, 8,3% pedig felekezeten kívüli volt. 

## Látnivalók

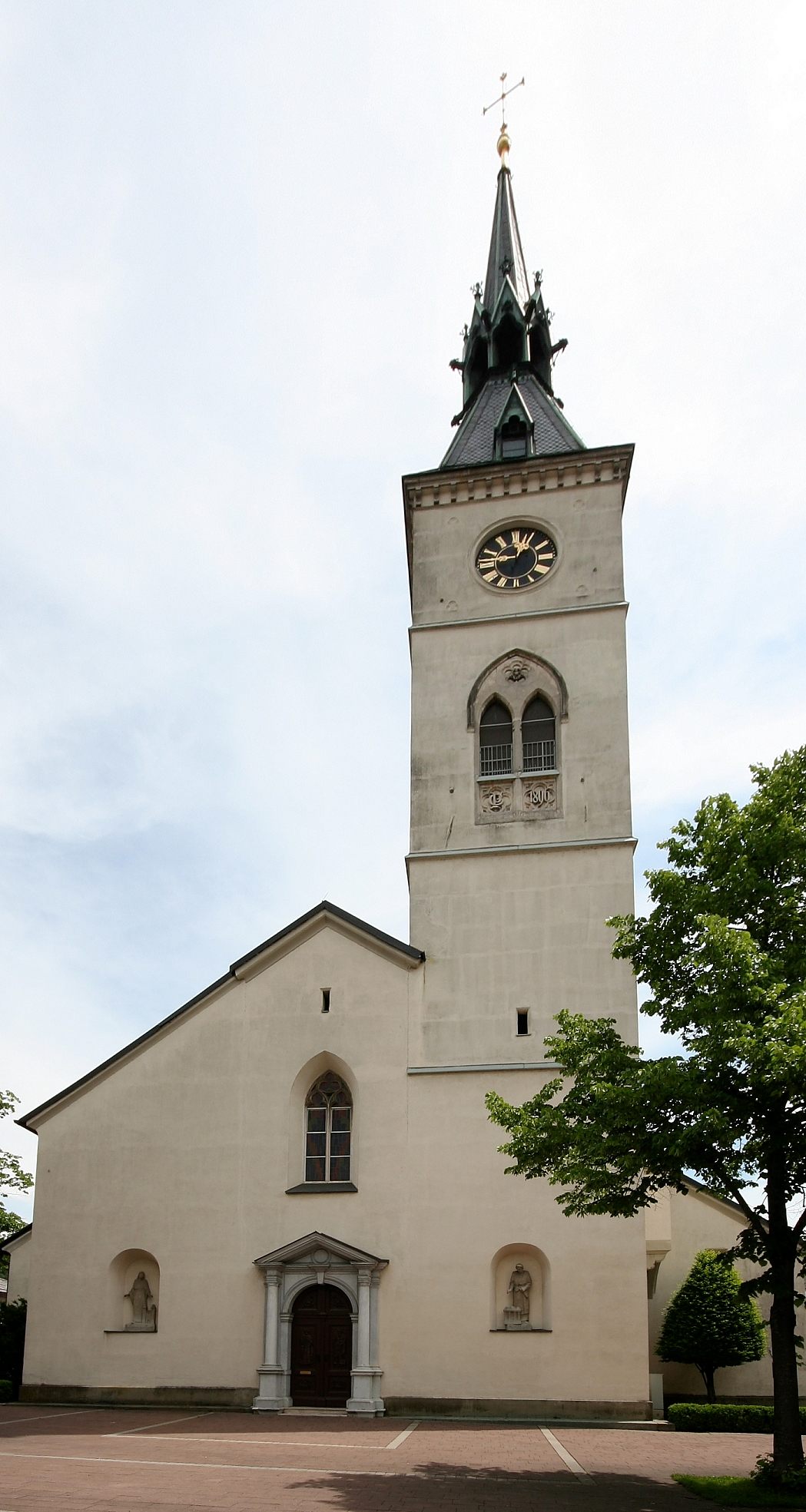
A katolikus plébániatemplom

- Porcia-kastély (és benne a Néprajzi Múzeum)
- Khevenhüller-palota (ma városháza)
- katolikus plébániatemplom
- Rothenthurn-kastély
- Spittl (a volt kórház)
- Spittalban található Ausztria legnagyobb magánkézben lévő vasútmodell-gyűjteménye

## Híres spittaliak
- Max Beier (1903–1979), zoológus
- Hans Kary (1949 -) teniszező
- Herbert Haupt (1947 -) politikus, alkancellár és szociális miniszter Wolfgang Schüssel kormányában
- Alois Morgenstern (1954-) alpesi síelő
- Heinz Weixelbraun (1963-) színész
- Roland Kaspitz (1981-) jégkorongozó
- Thomas Morgenstern (1986-) síugró, többszörös olimpiai bajnok

## Testvérvárosok
- Löhne, Németország
- Pordenone, Olaszország
- Porcia, Olaszország
- Kočevje, Szlovénia

## Fordítás
- Ez a szócikk részben vagy egészben  a   Spittal an der Drau című angol Wikipédia-szócikk ezen változatának fordításán alapul.  Az eredeti cikk szerkesztőit annak laptörténete sorolja fel. Ez a jelzés csupán a megfogalmazás eredetét és a szerzői jogokat jelzi, nem szolgál a cikkben szereplő információk forrásmegjelöléseként.